# Schlacht von Paardeberg
Kimberley – Talana Hill – Elandslaagte – Ladysmith – Modder River – Stormberg – Magersfontein – Colenso – Spion Kop – Vaal Krantz – Paardeberg – Tugela Heights – Sanna’s Post – Mafeking – Diamond Hill – Bergendal – Nooitgedacht – Blood River Poort – Bakenlaagte – Tweebosch – Rooiwal
Die Schlacht von Paardeberg war eine Schlacht im Zweiten Burenkrieg. Sie fand vom 18. bis 27. Februar 1900 an der Paardeberg Drift am Ufer des Modder River, westlich von Petrusburg, im Oranje-Freistaat im heutigen Südafrika statt.

## Vorgeschichte
Die Schlacht begann am 18. Februar 1900, als britische Kräfte unter dem Kommando von General Kitchener burische Truppen unter General Cronjé bei Paardeberg umzingelten. Erst im Dezember 1899 hatten Lord Roberts und sein Generalstabschef Kitchener den Oberbefehl über die Briten im Burenkrieg übernommen und den erfolglosen Redvers Buller ersetzt.
Cronjé war bis dahin der erfolgreichste Burengeneral gewesen. Zwar war es ihm nicht gelungen, die Briten am Überschreiten des Modder River zu hindern, jedoch brachte er sie zehn Tage später bei Magersfontein zum Stehen. Er brachte den Briten dabei große  Verluste bei und vereitelte den britischen Versuch, das belagerte Kimberley zu entsetzen. Seine Stellungen konnten allerdings nicht gehalten werden, als berittene britische Kräfte Magersfontein umgingen und Kimberley befreiten.
Am 15. Februar zog sich Cronjé schließlich mit 5.000 Mann zurück. Seine Position war überflüssig geworden, und er lief Gefahr, von den Briten umzingelt zu werden. Er löste sich erfolgreich von der britischen 6. Division, wurde aber am 17. von britischer Kavallerie an der Paardebergs Drift eingeholt.

## Die Schlacht
Cronjé beschloss daraufhin, eine Wagenburg zu bilden und sich am Flussufer einzugraben. Die Buren wurden durch diese Entscheidung in eine sehr unvorteilhafte Lage gebracht. Die Briten waren ihnen an Truppenstärke dreifach überlegen und verfügten über ein erdrückendes Übergewicht an Artillerie. Die Briten mussten jetzt die burische Wagenburg nur noch belagern und mit Artillerie beschießen. Die Briten verfügten nur über eine schwache Kavallerie und es wäre den Buren ein Leichtes gewesen, diese zu überrennen und sich mit de Wets Kommando zu vereinigen, das nur 30 Meilen nördlich stand.
Thomas Kelly-Kenny, General der britischen 6. Division, fasste den Plan, die Buren zu belagern und so lange zu beschießen, bis diese sich ergäben. Dies wäre sehr erfolgversprechend gewesen und hätte die Briten nur wenig Verluste gekostet. Kitchener hatte jedoch andere Pläne und überstimmte Kelly-Kenny.
Kitchener lagen Nachrichten vor, dass De Wet sich von Norden näherte, um Cronjé aus seiner misslichen Lage zu befreien. Er beschloss daher, Cronjés Stellungen im Sturm zu nehmen, bevor de Wet eingreifen konnte. Kitchener warf seine Infanterie und seine kostbare Kavallerie in eine Reihe von unkoordinierten Frontalangriffen gegen die burische Wagenburg. Er ignorierte damit die verheerenden Verluste, die Frontalangriffe auf eingegrabene burische Positionen in den vorhergehenden Monaten erbracht hatten. So auch hier: Kein britischer Soldat kam näher als 70 Meter an die burischen Stellungen heran und am Abend waren 83 Offiziere und 1.128 Soldaten tot oder verwundet. Dies waren die höchsten britischen Verluste an einem einzelnen Tag in diesem Krieg. In der britischen Öffentlichkeit wurde dieser Tag daher Bloody Sunday genannt („Blutiger Sonntag“). 
Außerdem versäumte Kitchener es, die britischen Stellungen ausreichend abzusichern. De Wet konnte so einen Hügel einnehmen, der die gesamte Ostflanke der Briten beherrschte. Die durstigen und erschöpften Briten begannen, sich in ihr Lager zurückzuziehen. Cronjés Rettung schien in greifbarer Nähe.
Aber auch auf burischer Seite stand es nicht zum Besten. Zwar wurde der Artilleriebeschuss durch das weiche Ufer des Modder River gemildert und hatte nur leichte burische Verluste zur Folge. Aber Pferde, Zugochsen und Wagen waren dem britischen Beschuss schutzlos ausgeliefert. Viele Wagen, in denen die Buren oftmals ihre gesamte Habe transportierten, wurden zerstört und Munition vernichtet. Noch schwerer wog der Verlust der Pferde, die für die strategische Kriegführung fast so wichtig waren wie Gewehre. Die Moral in Cronjés Wagenburg sank zusehends.
Cronjé bat um eine Waffenpause, um die Toten zu bergen. Dies wurde von den Briten abgelehnt, obwohl die Buren entsprechenden britischen Anfragen im bisherigen Verlauf des Krieges bereits zugestimmt hatten. Über diese Verhandlungen vergingen zwei Tage. Mittlerweile war der Oberbefehlshaber General Roberts am Modder River eingetroffen. Roberts und Kitchener drängten auf eine Wiederaufnahme der Frontalangriffe, stießen aber dabei auf den Widerstand der anderen Offiziere. Roberts dachte bereits an Rückzug, als de Wet die Nerven verlor: Konfrontiert mit einer ganzen britischen Division, die möglicherweise jederzeit verstärkt werden konnte, zog er sein Kommando zurück.

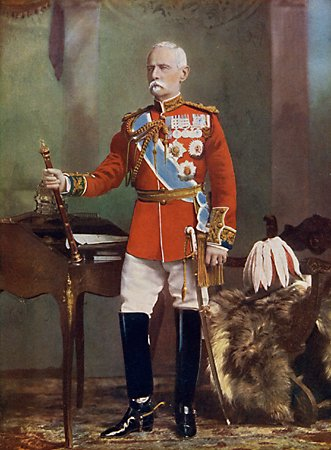
Lord Roberts aus Celebrities of the Army, London 1900
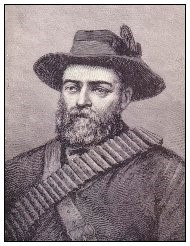
Piet Cronjé, 1899/1900
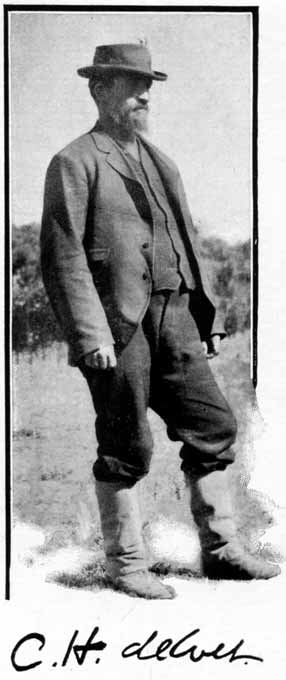
Christiaan de Wet, 1900
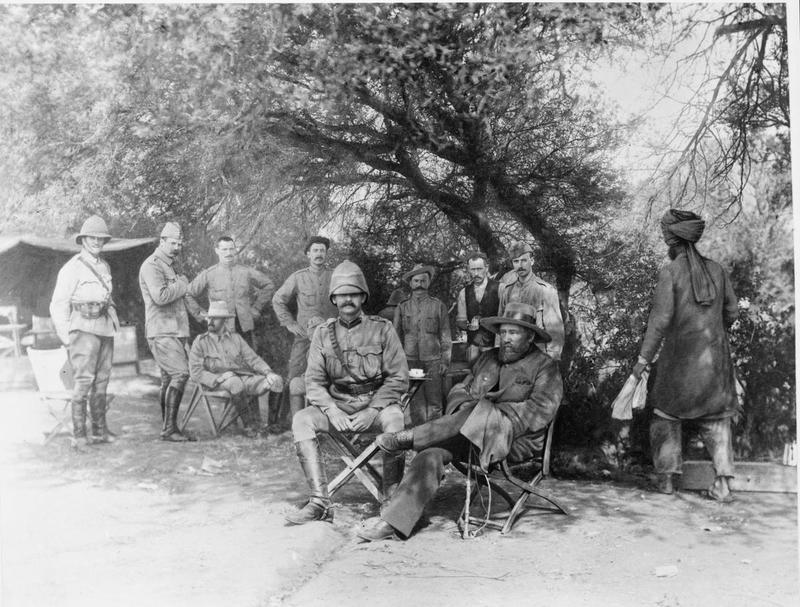
Piet Cronjé nach seiner Gefangennahme

## Nach der Schlacht
Cronjé blieb jetzt nichts anderes übrig, als zu kapitulieren. 4.019 Mann, rund 10 Prozent aller burischen Soldaten, gingen in britische Gefangenschaft. Paardeberg war der erste große britische Sieg im Zweiten Burenkrieg.